# Леонтина Краус
Леонтина Краус (Бишћеновац код Вараждина, 16. април 1881 — Јајинци, код Београда, 7. јун 1943) била је учитељица и жртва Бањичког логора.

## Биографија
Рођена је 16. априла 1881. године у Бишћеновцу код Вараждина. Њен отац Јосип био је Хрват, а мајка Хенријета Немица.
Радила је као учитељица и до почетка Другог светског рата живела је у Београду, као пензионерка.
Током 1942. године упутила је неколико отворених писама председнику квинслишке владе Милану Недићу, у којима је исказала гнушање према његовим поступцима. У једном од писама је тражила да у замену за њу, пусте најмлађег логораша осуђеног на смрт. После неколико писама, била је 17. децембра ухапшена и потом затворена у Бањички логор.
Током саслушања, тражила је да се у њеном досијеу под ставком националност наведе Српкиња. Била је означена другом категоријом затвореника, а одлуком управника логора Светозара Вујковића била је пребачена у прву категорију.
Стрељана је 7. јуна 1943. године у Јајинцима.
У знак сећања на њу једна улица у београдском насељу Бањица носи назив Учитељице Леонтине Краус.